# أبو الحسن الهاشمي القرشي
أبو الحسن الهاشمي القرشي (31 كانون الثاني/يناير 1980 - 15 تشرين الأول/أكتوبر 2022) هو ثالث خلفاء تنظيم الدولة الإسلامية (داعش)، أعلنَ تنظيم الدولة عن مبايعته يوم الخميس 10 آذار/مارس سنة 2022، وذكر أبو عمر المهاجر، المتحدثُ الرسمي الجديد باسم التنظيم أن المبايعة جاءت امتثالا لوصية الخليفة السابق أبو إبراهيم الهاشمي القرشي. أبو الحسن كنية، والهاشمي القرشي وفقاً لاعتقاد التنظيم بأن أبا الحسن ينتسب إلى آل النبي محمد.

## هويته
لم يُعلن التنظيم عن هوية أبي الحسن الهاشمي، وذكر موقع «العين الإخبارية» الإماراتي في يوم 10 آذار/مارس 2022 أن الاسم الحقيقي لأبي الحسن هو زيد، ولقبه العراقي، لأنه من العراق، ويقال له أستاذ داعش، لأنه كان مسؤولاً عن ديوان التعليم في تنظيم الدولة. كان أبو الحسن الهاشمي من قادة الصف الأول في التنظيم، وأحد 5 مرشحين لخلافة القائد السابق أبي إبراهيم القرشي. تولى عدة مناصب في التنظيم فكان أمير ديوان القضاء والمظالم، والمسؤول عن إمارة المكتب المركزي لمتابعة الدواوين الشرعية. وأبو الحسن من الشرعيين في تنظيم الدولة، ومعنى الشرعي في مصطلحات التنظيم أنه ذو مسؤوليات دينية. وفي يوم 11 آذار/مارس 2022 نقل موقع رويترز عن مسؤولَين أمنيين عراقيين وثالث غربي بأن أبا الحسن القرشي هو جمعة عوض البدري الأخ الأكبر لإبراهيم عوض البدري المكنى أبو بكر البغدادي الخليفة الأول لتنظيم الدولة، وذكر المسؤول الغربي أن أبا الحسن كان مساعداً لأخيه أبي بكر البغدادي ومستشاراً له في الشؤون الشرعية، ولم يحدد المسؤول الغربي أيّ الأخوين أكبر سنّاً.

## ادعاء الاعتقال
في يوم 26 أيار/مايو 2022، ذكر مصدر تركي لـ«سكاي نيوز عربية» أن أبا الحسن القرشي اعتُقل في تركيا، في عملية أمنية خاصة في إسطنبول، بعد بضعة أشهر من ترأسّه لتنظيم الدولة، وأن اعتقاله حيّاً يُتوقع منه الإطلاع على أسرار التنظيم. وفي مساء 26 أيار/مايو 2022، نقل موقع البوابة عن محمد صفر، باحث في الحركات الإسلامية، أنه قال «قبل أيام تم اعتقال مجموعات خاصة بداعش في تركيا وقد مهدت هذه الاعتقالات في الوصول إلى أبي الحسن الهاشمي». وفي 9 أيلول سبتمبر سنة 2022 أعلن الرئيس التركي رجب طيب أردوغان عن هوية المعتقل وذكر أن اسمه بشار خطاب غزال الصميدعي ولقبه حاجي زيد، وقال موقع التلفزيون الحكومي الرسمي، أن «الصميدعي» عُلم أنه «مكث في تركيا لمدة 6-7 أشهر بمفرده، وفي منزل في حي أيازاغا بمنطقة سراير في إسطنبول».

## وفاته
في يوم 30 تشرين الثاني/نوفمبر سنة 2022 أعلن المتحدث باسم تنظيم الدولة أبو عمر المهاجر في كلمة صوتية، مقتل أبي الحسن القرشي أثناء إحدى المعارك واختيار أبو الحسين الحسيني القرشي خلفا له. ذكرت القيادة المركزية الأمريكية في بيان في اليوم نفسه أن أبا الحسن الهاشمي القرشي قُتل في منتصف تشرين الأول/أكتوبر، في محافظة درعا في عملية نفذها الجيش السوري الحر.
ذكر موقع أخبار الآن عن مدير برامج MEI Syria تشارلز ليستر، أنه قال "يبدو أن الواقع كان أكثر تعقيدًا بعض الشيء، قُتل أبو الحسن في مواجهة ببلدة جاسم ، في درعا ، في 15 أكتوبر / تشرين الأول ، عندما ورد أنه أو جماعته من إرهابيي داعش فجروا سترات ناسفة بعد محاصرة تجمعهم، في ذلك الوقت ، انخرط مقاتلون سابقون من الجبهة الجنوبية للجيش السوري الحر - التي كانت مدعومة من الولايات المتحدة وحلفائها من 2013 إلى 2017 - في اشتباكات عنيفة مع خلايا داعش في جاسم وأجزاء من مدينة درعا القريبة في المدينة ، وكان مقاتلو الجيش السوري الحر ينسقون مع عناصر النظام السوري، لكن في جاسم ، ورد أن القتال كان من عمل المعارضين السابقين وحدهم".